# Le Plagnal
Le Plagnal ist ein auf 1160 Metern über Meereshöhe gelegenes französisches Dorf und eine Gemeinde im Département Ardèche in der Region Auvergne-Rhône-Alpes. Sie gehört zum Kanton Haute-Ardèche und zum Arrondissement Largentière. Sie grenzt im Westen und im Nordwesten an Saint-Alban-en-Montagne, im Nordosten an Lavillatte, im Südosten an Astet, im Süden an Saint-Étienne-de-Lugdarès und im Südwesten an Cellier-du-Luc.

## Bevölkerungsentwicklung
| Jahr                       | 1962 | 1968 | 1975 | 1982 | 1990 | 1999 | 2008 | 2014 |
| -------------------------- | ---- | ---- | ---- | ---- | ---- | ---- | ---- | ---- |
| Einwohner                  | 123  | 104  | 81   | 69   | 70   | 53   | 72   | 60   |
| Quellen: Cassini und INSEE |      |      |      |      |      |      |      |      |